# Protrellus dixoni
Protrellus dixoni är en rundmaskart som beskrevs av Sandra Zervos 1986. Protrellus dixoni ingår i släktet Protrellus och familjen Thelastomatidae. Inga underarter finns listade i Catalogue of Life.